# Kinckel (Adelsgeschlecht)

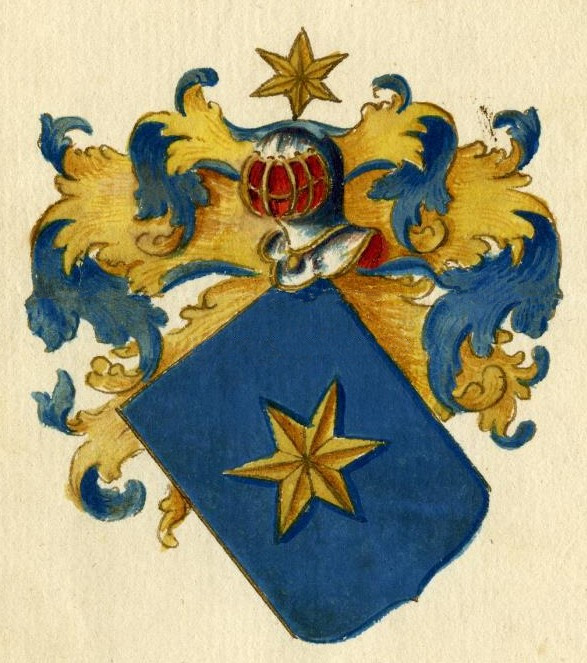
Wappen derer von Kinckel (1752)

Die Freiherren von Kinckel (v. Kinkel) waren ein süddeutsches Adelsgeschlecht. Die Familie stammte aus Undingen, war ursprünglich bürgerlich und hieß zunächst Künckelin. Ab dem 16. Jahrhundert lebte die Familie in Schorndorf und stellte dort mit Johann Georg Künckelin (1655–1728) und seinem Sohn Georg Thomas Künckelin (1680–1720) zwei Bürgermeister. Georg Thomas Künckelins Sohn August Wolfgang Künckelin (1710–1768) wurde Syndikus des Ritterkantons Odenwald und 1752 als Freiherr von Kinckel in den Adelsstand erhoben. Seine vier Söhne traten in Dienste der Herrschaften von Pfalz-Zweibrücken, Pfalz-Sulzbach, des Königreichs Bayern und der Vereinigten Niederlande. Sie blieben jedoch ohne eheliche Nachkommen, so dass die Familie mit Heinrich August von Kinckel 1821 im Mannesstamm ausstarb.

## Geschichte
Der älteste bekannte Vorfahr der Familie ist ein Hans Künckelin, der im 15. Jahrhundert in Undingen lebte. Auch sein 1467 geborener Sohn Jakob und dessen gleichnamiger, 1571 gestorbener Sohn lebten noch dort. Der um 1528 als Sohn des jüngeren Jakob in Undingen geborene Bartlin Künckelin heiratete 1555 in Schorndorf Katharina Heutlin. Der gemeinsame Sohn Johann Jakob Künckelin ist um 1563 noch in Undingen geboren, die Familie siedelte dann jedoch nach Schorndorf über, wo Bartlin um 1578/79 starb und Johann Jakob als Barbier belegt ist. Dessen gleichnamiger Sohn Johann Jacob Künckelin (1601–1664) wurde Pfarrer und war zuletzt in Welzheim tätig, wo der Sohn Johann Georg Künckelin (1655–1728) geboren wurde, der seinen Lebensmittelpunkt dann jedoch wieder in Schorndorf hatte, wo er Handelsmann und Bürgermeister war. Seine zweite Frau Anna Barbara Argricola, verw. Walch, die er 1689 heiratete, hatte 1688 den Aufstand der Schorndorfer Weiber geführt. Johann Georgs Sohn aus erster Ehe, Georg Thomas Künckelin (1680–1720), war ebenfalls Handelsmann und Bürgermeister von Schorndorf.
Die zwei Söhne des Georg Thomas Künckelin blieben nicht in Schorndorf. Der jüngere Sohn Wolfgang Thomas Künckelin (1714–1789) wurde Handelsmann in Heilbronn, ihm folgte sein Sohn Carl Friedrich August Künckelin (1748–1805), der keine männlichen Nachkommen hinterließ. Die Tochter Carl Friedrich August Künckelins, Wilhelmine Carolina Sidonia Künckelin (1779–1855), heiratete 1798 den Heilbronner Bürgermeister Johann Gottlob Dietrich Strauß (1768–1805).
Wolfgang Thomas Künckelins Bruder August Wolfgang Künckelin (1710–1768) trat in die Dienste des Ritterkantons Odenwald, der seine Kantonsverwaltung zu jener Zeit auch in Heilbronn hatte. Er heiratete Rosina Elisabetha Pancug, die Schwester des Heilbronner Bürgermeisters Georg Heinrich von Pancug. 1751 verlieh Kaiser Franz I. das kleine Palatinat an August Wolfgang Künckelin, im Folgejahr wurde Künckelin in den erblichen Adelsstand erhoben und nannte sich Freiherr von Kinckel.
August Wolfgang von Kinckel und seine Frau hatten zehn Kinder, von denen vier Söhne und zwei Töchter das Erwachsenenalter erreichten. Der älteste Sohn Carl August Heinrich von Kinckel (1739–1790) war Generaladjutant beim Herzogtum Pfalz-Zweibrücken, der zweitälteste Sohn Georg August Heinrich von Kinckel (1741–1827) königlich-bayerischer Kämmerer und Generalleutnant. Der drittälteste Sohn Friedrich August von Kinckel (1745–1788) war Pfalz-Sulzbachischer Regierungsrat und kurfürstlicher Bergrat in Mannheim. Der jüngste Sohn Heinrich August von Kinckel (1747–1821) trat in niederländische Dienste und war erst Marineoffizier und später diplomatischer Gesandter. Die Brüder blieben alle ohne eheliche Nachkommen. Auch die jüngere Schwester Sophia von Kinckel (1756–1830), die den württembergischen Staatsrat Johann August von Reuss (1751–1820) geheiratet hatte, blieb kinderlos. Lediglich die ältere Schwester Rosina Elisabeth von Kinckel (1736–1808), die in erster Ehe mit dem Esslinger Bürgermeister Johann Andreas Harpprecht von Harpprechtstein (1706–1771) und in zweiter Ehe mit dem Heilbronner Bürgermeister Georg Heinrich von Roßkampff (1720–1794) verheiratet war, hatte eine Tochter Elisabeth Johanna Margarethe (1770–1834), die eine ohne Nachkommen gebliebene Ehe mit dem badischen Kammerherrn Friedrich Wolfgang Rüdt von Collenberg (1757–1825) einging.
Die Familie hatte seit 1734 einen engen Bezug zur Stadt Heilbronn, wo zwei Generationen des nicht geadelten Familienzweigs als Handelsmänner tätig waren und wo alle Kinder von August Wolfgang von Kinckel geboren wurden. Die Familie gehörte zur Oberschicht der Stadt, woraus sich auch die familiären Verbindungen mit anderen Heilbronner Patriziatsfamilien erklären. Heinrich August von Kinckel erwarb 1784 das Trappenseeschlösschen in Heilbronn und ließ es in seine heutige Gestalt umbauen. Das Gebäude befand sich bis zum Tod der letzten Nachfahrin Elisabeth Johanna Margarethe 1834 im Besitz der Familie und kam danach an die Familie von Elisabeths verstorbenem Gatten, die Herren Rüdt von Collenberg.
Die Familie hat außerdem verschiedene weitere Güter verwaltet oder bewirtschaftet, darunter das Rittergut Meßbach bei Dörzbach, das Schloss in Dirmstein und den Rennhof bei Hüttenfeld.

## Wappen
Blasonierung: In Blau ein goldener sechsstrahliger Stern. Auf dem Helm mit blau-goldenen Decken der goldene Stern.